# Joan Gallifa i Arqués
Joan Gallifa i Arqués (Sant Boi de Lluçanès, 22 de febrer de 1775 - Barcelona, 3 de juny de 1809), conegut també com Pare Gallifa, fou un heroi de la guerra del francès.
Va néixer en una família de pelleters a Ca la Paula, una casa del carrer que avui porta el seu nom. Ingressà i professà en l'orde dels teatins o regulars de Sant Gaietà, en el convent de Barcelona.

Participà en la Conspiració de l'Ascensió per alliberar Barcelona dels ocupants francesos, que havia d'esclatar la nit del 7 de maig, de 1809, però ajornada finalment al dia 11. Per al millor èxit s'havia planejat un atac simultani a la ciutat per les tropes i sometents del voltant, combinat amb un moviment sediciós des de l'interior, que permetessin obrir les portes a aquestes forces. Per la delació d'uns dels col·laboradors italians, el capità Provana, el pla fracassà i tot el complot fou descobert. El pare Gallifa fou detingut el dia 14 al vespre, i fou conduït a la presència del regent francès de la ciutat, Madinabeytia, que l'insultà grollerament. El detingut oposà per tota resistència que
| « | sabria mostrar la fortalesa d'un màrtir. | » |

Es reuní el consell de guerra a la Ciutadella, el 2 de juny, pronunciant pena de mort a garrot per a Joan Gallifa i Joaquim Pou, en virtut de la condició eclesiàstica d'ambdós, i d'execució a la forca per Salvador Aulet, Joan Massana i Josep Navarro. Gallifa mostrà davant el tribunal i fins a exhalar l'últim sospir, que la frase que havia dit al regent no havia estat una fanfarronada.

Foren posats tots els reus en capella immediatament, combregaren amb fervor, i el mateix condemnat entonà un Tedèum amb gran serenitat. Arribaren els religiosos per assistir als patriotes en les seves hores postremes, però eren pocs i un d'aquest restà sense auxilis. Gallifa suplí la mancança. Al peu del cadafal complí les mateixes anàlogues funcions amb tots, com si ell no fos un dels reus. Es descordà el collaret de la sotana perquè encaixés sense obstacle el garrot, i morí amb la resignació d'un sant. Les seves últimes paraules foren:
| « | Em maten per la causa més justa de totes les causes, i aconsellaria a tothom que fes el mateix. | » |

En el dia de l'execució del 3 de juny, tres ciutadans - Julià Portet, Ramon Mas i Pere Lastortras - tocaren a sometent des de la Catedral de Barcelona. Tots tres foren detinguts, condemnats a mort i executats el 27 de juny següent.
Les seves restes mortals, amb la de la resta de màrtirs del 1809, descansen a la capella de Sant Gabriel dels claustres de la catedral de Barcelona, on foren traslladades en solemne processó el 6 de juny de 1909.

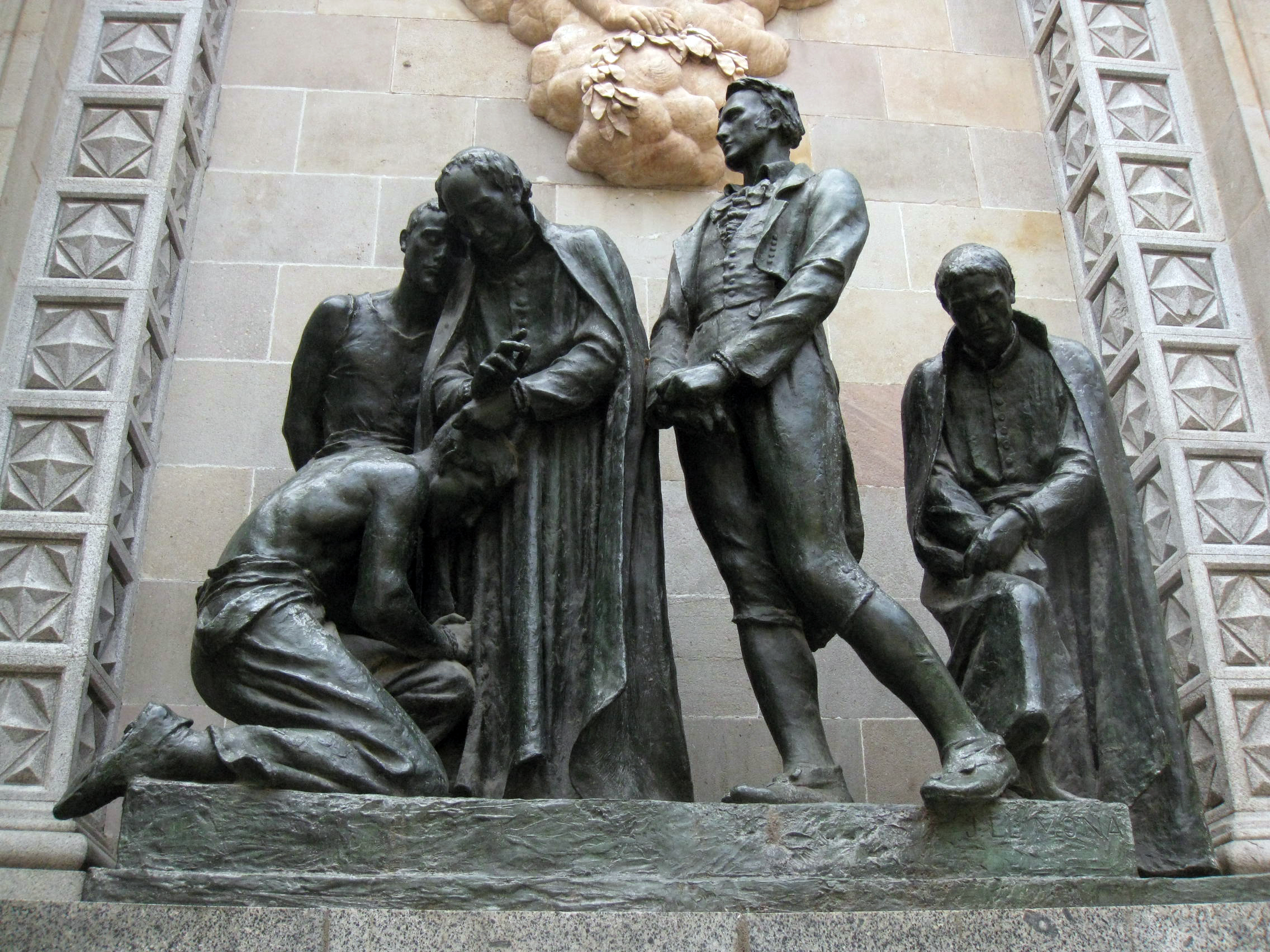
Monument als Herois de 1809, amb Joan Gallifa com un dels dos sacerdots representats

En record dels fets, a Barcelona s'erigí el 1941 el Monument als Herois de 1809, de Josep Llimona.